# Lorenzo Sotomayor
Lorenzo Sotomayor Collazo est un boxeur cubain né le 16 février 1985 à La Havane. Il est naturalisé azerbaïdjanais en 2013 pour suivre sa compagne russe qui résidait en Azerbaïdjan.
Il a un lien de parenté avec le sauteur Javier Sotomayor : Javier est le cousin de son père.

## Carrière
Il remporte à 31 ans la médaille d'argent dans la catégorie des poids super-légers aux Jeux olympiques d'été de 2016 à Rio de Janeiro en ne s'inclinant qu'en finale contre le boxeur ouzbek Fazliddin Gaibnazarov. Cubain de naissance et naturalisé en 2013 après avoir suivi par amour sa femme russe vivant en Azerbaïdjan, il rencontre en quart de finale le cubain Yasniel Toledo qu'il bat aux points.
Le boxeur a pu également en 2015 devenir champion aux Jeux européens de Bakou, six ans après être champion de Cuba.